# وزارت دارایی اسرائیل
وزارت دارایی اسرائیل (عبری: מִשְׂרַד הָאוֹצָר‎، ت. «Misrad HaOtzar») وزارتخانه اصلی اقتصادی دولت اسرائیل است. این وزارتخانه مسئول برنامه‌ریزی و اجرای سیاست کلی اقتصادی دولت و همچنین تعیین اهداف برای سیاست مالی، تهیه پیش‌نویس بودجه کشور و نظارت بر اجرای بودجه مصوب است. این وزارتخانه همچنین درآمدهای کشور را مدیریت می‌کند، مالیات‌های مستقیم و غیرمستقیم را جمع‌آوری می‌کند و سرمایه‌گذاری‌های غیرمقیم را ترویج می‌دهد. علاوه بر این، این وزارتخانه روابط اقتصادی با دولت‌های خارجی، سازمان‌های اقتصادی و جامعه بین‌المللی را هدایت می‌کند. این وزارتخانه بخش شرکت‌های دولتی و بازار سرمایه، پس‌انداز و بیمه را تنظیم می‌کند. این وزارتخانه همچنین مسئول واحدهای کمکی برای وزارتخانه‌های دولتی در زمینه وسایل نقلیه موتوری، خدمات کامپیوتری، چاپ و تدارکات دولتی است.